# Jacqueline Marval
Marie Josephine Vallet, conocida con el seudónimo de, Jacqueline Marval (Quaix-en-Chartreuse, 19 de octubre de 1866-París, 28 de mayo de 1932), fue una pintora, litógrafa y escultora francesa.

## Biografía
Nació en Quaix-en-Chartreuse en una familia de maestros de escuela. Se casó en 1866 con un vendedor ambulante, Albert Valentin, pero se separaron en 1891 después de la muerte de su hijo. Posteriormente se ganó la vida como costurera. Fue en 1900 cuando adoptó el seudónimo de Jacqueline Marval, siendo "Marval" la combinación de su nombre y apellido «MARie VALlet».

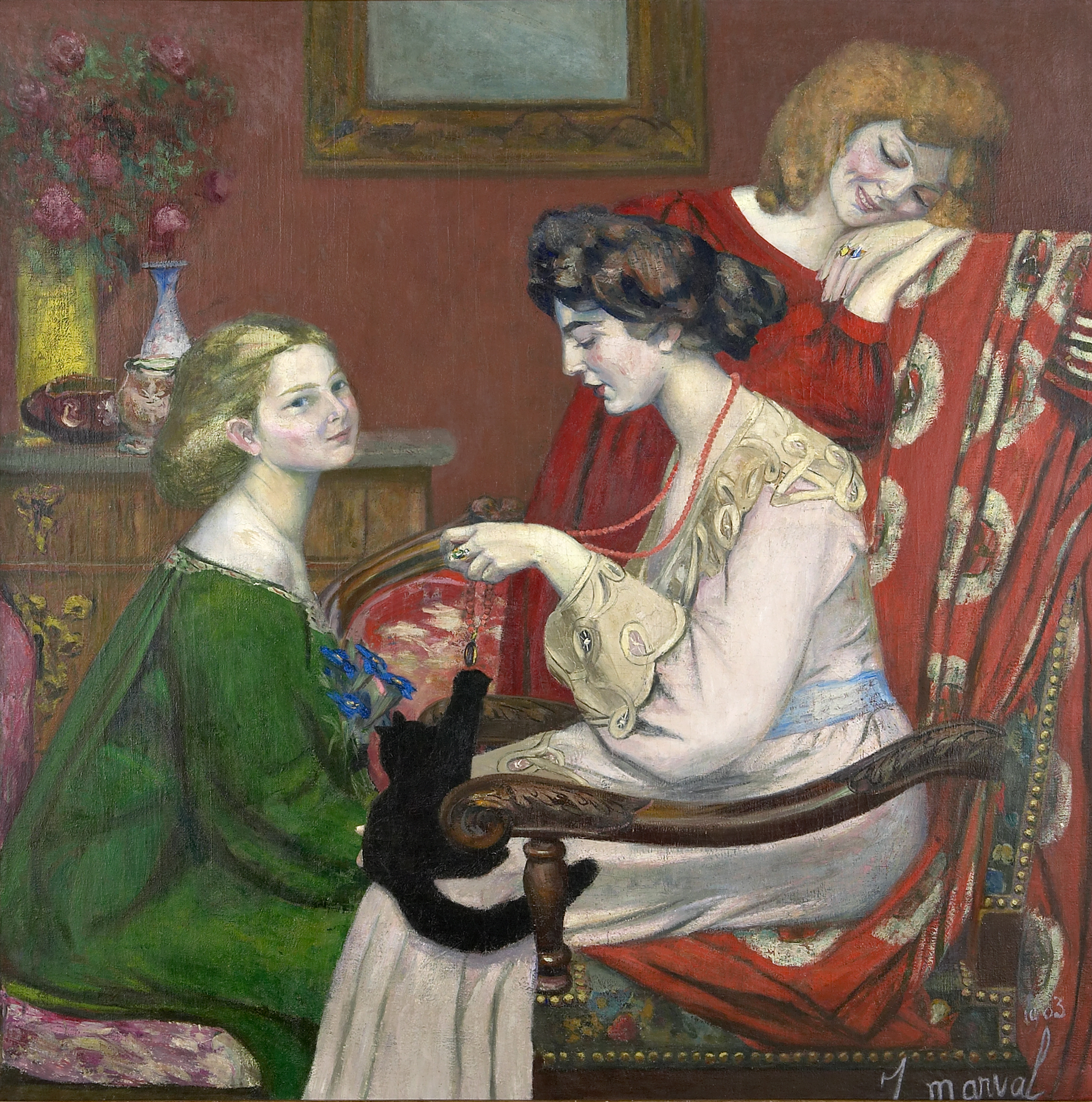
Les Coquettes, 1903, óleo sobre lienzo, Colección Ancienne Ambroise Vollard.

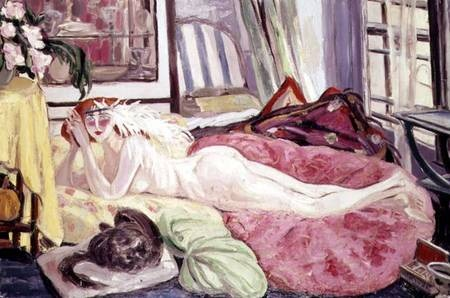
The Bohemian, 1921

### Carrera como artista
En 1894 conoció al pintor François Joseph Girot y comenzó a vivir con él en París, donde conoció al grupo nabis. Girot le presentó a Jules Flandrin, otro pintor y alumno de Gustave Moreau. Los dos se enamoraron y Marval dejó Girot para mudarse con Flandrin a la rue Campagne-Première, en la zona de Montparnasse. Vivió con él como su compañera durante veinte años. Como artista, Marval trabajó principalmente como pintora; sin embargo, también realizó «litografías, acuarelas, pasteles, grabados, diseños de tapices y experimentó con la escultura».
Las primeras obras de Vallet fueron rechazadas por el Salón de los Independientes de 1900, pero logró que se mostraran una docena de pinturas en esa exposición al año siguiente, en 1901. Las obras rechazadas en 1900 fueron compradas por el marchante de arte Ambroise Vollard, quien continuó apoyando su trabajo.
Entre 1901 y 1905 trabajó con frecuencia junto a Henri Matisse, Albert Marquet y Flandrin, y los cuatro se influyeron mutuamente.
En 1902, varias de sus pinturas se exhibieron junto con obras de Flandrin, Albert Marquet y Henri Matisse en una galería en la rue Victor-Massé comisariada por Berthe Weill, quien estaba particularmente interesada en promover las obras de artistas mujeres que vivían en París. Marval también expuso en el primer Salón de otoño, en 1902, donde mostró su cuadro de gran formato Les Odalisques.
En 1913 fue elegida por un jurado formado por Gabriel Astruc, el escultor Antoine Bourdelle y los pintores Maurice Denis y Édouard Vuillard para decorar el vestíbulo del nuevo Théâtre des Champs-Élysées. Creó una serie de doce pinturas sobre el tema de Daphnis y Chloe. La serie se basó en la producción del Ballets Rusos de Daphnis et Chloë, realizada el año anterior.
También en 1913, Marval protestó contra la retirada del Salon d'Automne de Châle espagnol, de Kees van Dongen, y se hizo amiga de van Dongen, estableciendo su estudio cerca del suyo. Marval y Flandrin se mudaron a 40 rue Denfert Rochereau, que estaba al lado de van Dongen en 1914. Asistió a su famoso baile de disfraces en 1914.
Las obras de Marval comenzaron a ser reconocidas en Europa y fuera de ella; expuso en Barcelona, Lieja, Venecia, Zúrich, Budapest y Kioto.
A partir de 1923, Marval estuvo a favor de la creación de museos de arte moderno en París y Grenoble. Murió en el Hôpital Bichât de París en 1932. Después de su muerte, sus obras se presentaron en la Galerie Druet antes de que se cerrara en 1938 y se vendieran. Su pintura Retrato de Dolly Davis, 1925 está en la colección del Museo de Arte de Milwaukee.
Estilísticamente, «las pinturas de Marval son provocativas y vanguardistas, desafiantes e inusuales, fue una importante modernista en los primeros momentos del movimiento».

### Les Odalisques, 1902-03

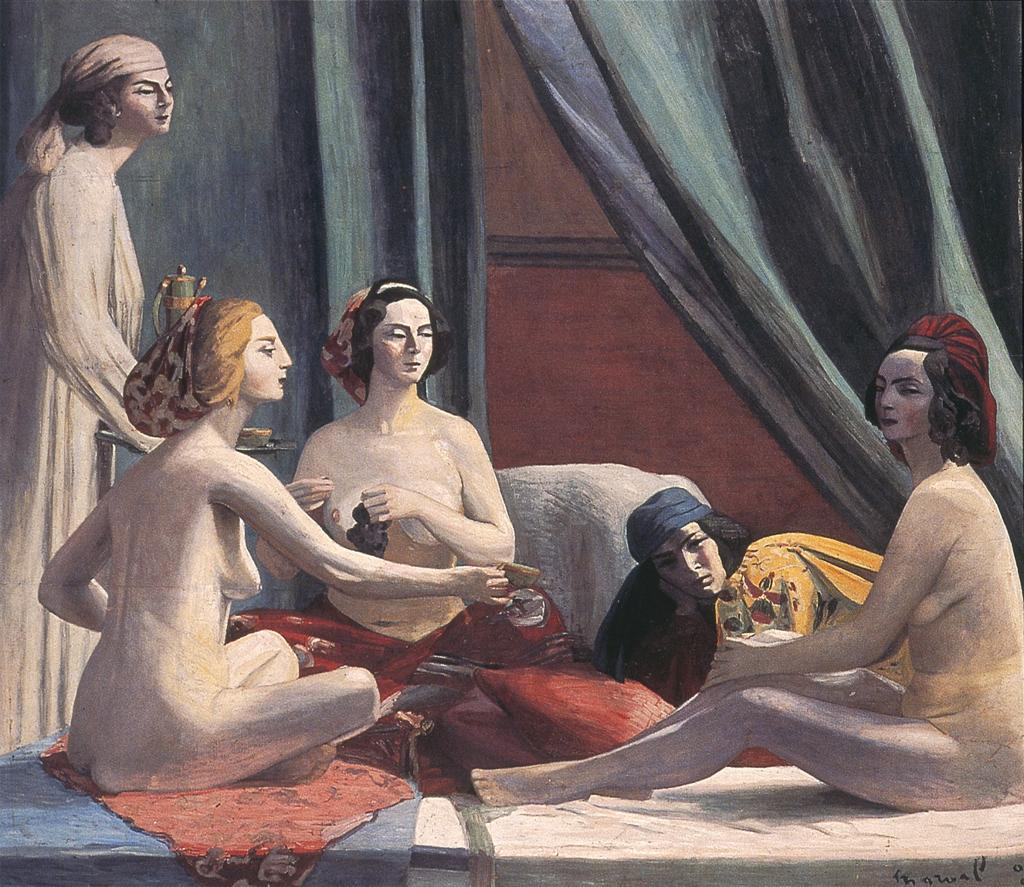
Las Odaliscas (Museo de Grenoble).

Probablemente su obra más famosa, Les Odalisques, se realizó en 1902-03 y se exhibió por primera vez en el Salon des Indépendants en 1903. Esta pintura representa a cinco mujeres: tres desnudas sentadas, una vestida y reclinada sobre un codo, y otra de pie, vestida y sosteniendo una bandeja. Les odalisques sigue la tradición histórica del arte de las escenas de baño orientalizadas a gran escala, con un fuerte enfoque en el cuerpo desnudo y la interacción entre figuras.
Guillaume Apollinaire quedó impresionado por esta obra y escribió en Chronique des arts en 1912 que «Mme. Marval ha dado la medida de su talento y ha logrado una obra de importancia para la pintura moderna. Esta obra fuerte y sensual, pintada libremente y totalmente personal en composición, línea y colorido, merece sobrevivir».
Les Odalisques ahora reside dentro de la colección del Museo de Grenoble y se exhibió por última vez en el Musée Paul-Dini en 2018.
Les Odalisques no se incluyó en el histórico Armory Show de 1913, como se observa con frecuencia en los escritos sobre la artista. En cambio, una obra diferente de Marval, Odalisques au miroir, 1911, se mostró en el Armory Show, después de una invitación de Vollard. Marval expuso en los Estados Unidos en varias oportunidades después del Armory Show.

## Recepción de la crítica y legado
Los críticos elogiaron a Marval durante su carrera. En un número de 1911 de The Burlington Magazine for Connosseurs, por ejemplo, se mencionaba que en una exposición en la Galería Druet, «Las pinturas de Madame Marval estaban entre las más llamativas...» Apollinaire, además de sus elogios a Les Odalisques, de manera más general hizo comentarios sobre su trabajo que se refieren a él como emocionante, fuerte y digno de reconocimiento. Algunos críticos se refirieron a ella como una fauve, un reflejo de su elección de paleta, fuertemente influenciada por los pintores fauve e impresionistas que la precedieron. Según Lucien Manissieux, un estudiante de Flandrin, «Marquet, Flandrin, Matisse esperaban cada obra que ella creaba con curiosidad y emoción" y hay alguna evidencia de que sus compañeros masculinos tomaron prestado de ella el "color brillante y la economía formal de su pintura».
Durante su vida, Marval se negó a exponer en exposiciones exclusivamente femeninas; sin embargo, después de su muerte, su carrera y su trabajo se celebraron en una exposición así. La Société des Femmes Artistes Modernes (FAM) fue un colectivo de mujeres artistas en París. La FAM estaba dirigida por Marie-Anne Camax-Zoegger (1887-1952), «una mujer católica francesa burguesa». Presentaron una retrospectiva del trabajo de Marval en 1933 como parte de su exposición anual. La FAM se apropió de Marval, que no se identificaba como feminista, como tal y desde entonces ha sido celebrada por vivir una vida feminista. Dado que su trabajo era de naturaleza figurativa, encajaba bien dentro del enfoque de FAM, que tenía como objetivo «organizar exposiciones anuales que presentaran el trabajo de artistas mujeres de diferentes países y movimientos estilísticos». 
Desde su muerte, el trabajo de Marval se ha exhibido muchas veces, la mayoría de ellas en Francia. Se ha compilado una lista completa de exposiciones en el sitio web jacqueline-marval.com. En 2020-21, fue incluida en la exposición Valadon et ses contemporaines en el Museo de Bellas Artes de Limoges, que también estuvo expuesta en el Monastère Royal de Brou del 13 de marzo de 2021 al 27 de junio de 2021.